# Mahmadsaid Ubaydulloyev
Mahmadsaid Ubaydulloyev, né le 1er février 1952 à Kulob, est un homme politique tadjik, président de l'Assemblée nationale de 2000 à 2020.

## Biographie
Il est maire de Douchanbé, capitale du Tadjikistan, de 1996 jusqu'au 12 janvier 2017, date à laquelle il est remplacé par Rustam Emomali. Il est membre du Parti démocratique populaire depuis 2000, date à laquelle il est élu président de l'Assemblée nationale.
Le 23 novembre 2012, le Tadjikistan et la France se sont mis d'accord pour que se tienne un forum d'affaires conjoint à Douchanbé. Les deux pays étaient représentés par Mahmadsaid Ubaydulloyev et l'ambassadeur français au Tadjikistan, Didier Leroy. 